# Ponte Engenheiro Ary Torres
A Ponte Engenheiro Ary Torres é uma ponte que cruza o Rio Pinheiros, na cidade de São Paulo, Brasil.
Ela interliga a Marginal Pinheiros à Avenida dos Bandeirantes, tendo sido por muitos anos a principal e mais importante via de acesso às rodovias dos Imigrantes e Anchieta. Constitui um dos principais fluxos de exportação entre o interior do país e o Porto de Santos.
Com a inauguração do trecho sul do Rodoanel Mário Covas em abril de 2010, o tráfego de caminhões e veículos pesados sofreu uma série de restrições na Ponte Ary Torres, numa tentativa de aliviar o fluxo de veículos pesados pela região urbana da cidade de São Paulo, até então, trajeto obrigatório rumo a Santos.
O trajeto no sentido contrário é feito pelo Viaduto República da Armênia.